# Kingston (Tennessee)
Kingston é uma cidade localizada no estado norte-americano de Tennessee, no Condado de Roane.

## Demografia
Segundo o censo norte-americano de 2000, a sua população era de 5264 habitantes.
Em 2006, foi estimada uma população de 5553, um aumento de 289 (5.5%).

## Geografia
De acordo com o United States Census Bureau tem uma área de
19,0 km², dos quais 17,0 km² cobertos por terra e 2,0 km² cobertos por água.

## Localidades na vizinhança
O diagrama seguinte representa as localidades num raio de 20 km ao redor de Kingston.